# Remmelt de Boer
Remmelt de Boer (Steenwijk, 1 augustus 1942) is een Nederlandse pedagoog en politicus voor de ChristenUnie. Van juni 2007 tot juni 2011 was hij lid van de Eerste Kamer der Staten-Generaal. Eerder was hij gemeenteraadslid en wethouder in Kampen.

## Politieke carrière
De Boer begon zijn politieke loopbaan in de toenmalige jongerenvereniging van het GPV, het GPJC. Hij richtte onder meer jongerenafdelingen op in Steenwijk en Enschede en zat in diverse besturen.
In 1970 verhuisde hij met zijn echtgenote naar Kampen waar hij op lokaal niveau eveneens betrokken raakte bij het GPV. Hij was er bestuurslid en voorzitter, kwam in 1974 in de schaduwfractie en werd later lijsttrekker. In 1986 kwam De Boer in de gemeenteraad van Kampen. Hij zat ook in het algemeen bestuur van het Stadsziekenhuis van Kampen waarbij hij te maken kreeg met de sluiting van dit ziekenhuis in 1994.
Als lokaal politicus was hij een voorstander van de doortrekking van de N50 en de bouw van een tweetal nieuwe woonwijken waarvoor een oude wijk moest worden afgebroken. Verder stond hij positief ten opzichte van het samengaan met de buurgemeente IJsselmuiden om Kampen volwaardig in de omgeving te kunnen laten meedoen. Ook de in 1999 door het Kampense gemeentebestuur uitgebrachte Stadsvisie kon hem bekoren, onder meer de daarin vervatte waarborging van de zondagsrust.
Behalve op plaatselijk niveau was hij eveneens een tijdlang landelijk actief, in het algemeen bestuur en later ook in het dagelijks bestuur van het GPV. Hij was de tijd van de grote discussies over het al dan niet fuseren met de toenmalige RPF, een fusie waar De Boer een warm voorstander van was.

### Wethouderschap
De Boer werd namens de ChristenUnie in 2001 wethouder in Kampen, met in zijn portefeuille culturele en sociale zaken alsmede onderwijs. In zijn werk als collegelid was hij vooral voorwaardenscheppend bezig zoals de stimulering van de bouw van nieuwe scholen om het onderwijsaanbod in Kampen op peil te houden. Verder zette hij in op het veel ruimte laten aan de diverse schoolbesturen om zelf hun zaken te regelen. Ook op cultureel gebied paste hij zijn voorwaardenscheppende beleid toe door allerlei verbouwingen aan culturele voorzieningen te laten plegen en door de ondersteuning van diverse culturele verenigingen. Op sociaal terrein trachtte De Boer onder meer de minima met allerlei ondersteunende maatregelen tegemoet te komen. In 2006 vertrok hij uit de plaatselijke politiek.

## Kerkelijke perikelen
De Boer is lid van de Gereformeerde Kerken vrijgemaakt en uit dien hoofde voorzitter van de kerkenraad van de Eudokiagemeente in Kampen-Noord. In 2004 kreeg deze kerkelijke gemeente met een plaatselijke kerkscheuring te maken toen haar predikant E. Hoogendoorn in een andere kerk de kerkdiensten ging verzorgen. De kerkenraad zette daarop dominee Hoogendoorn af maar dit kwam haar op de nodige kritiek te staan vanwege de wijze waarop dit zou hebben plaatsgevonden. De kwestie escaleerde zodanig dat er wellicht een mogelijke kerkscheuring binnen het kerkgenootschap van de Gereformeerde Kerken vrijgemaakt zit aan te komen. De landelijke synode van deze kerkelijke denominatie schaarde zich achter de kerkenraad van de Eudokiagemeente waar De Boer deel van uitmaakt.

## Eerste Kamer
Op de kieslijst van de ChristenUnie bij de Eerste Kamerverkiezingen in 2007 stond De Boer op plaats twee waardoor hij in de Eerste Kamer werd verkozen.
- Parlement.com: vhjogfpxb1zv